# اولوکولوو
اولوکولوو (انگلیسی: Ulukulevo) یک شهرک در شهرستان کارماسکالینسکی استان باشقیرستان کشور روسیه است.